# Диаграмма Ганта

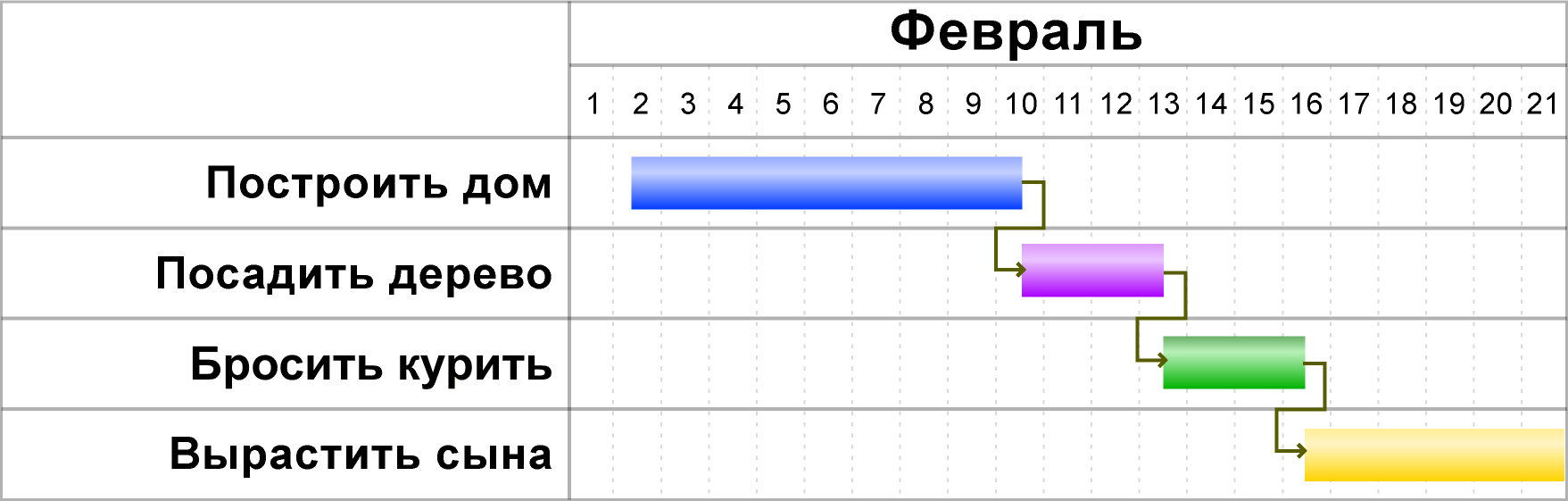
Пример диаграммы Ганта

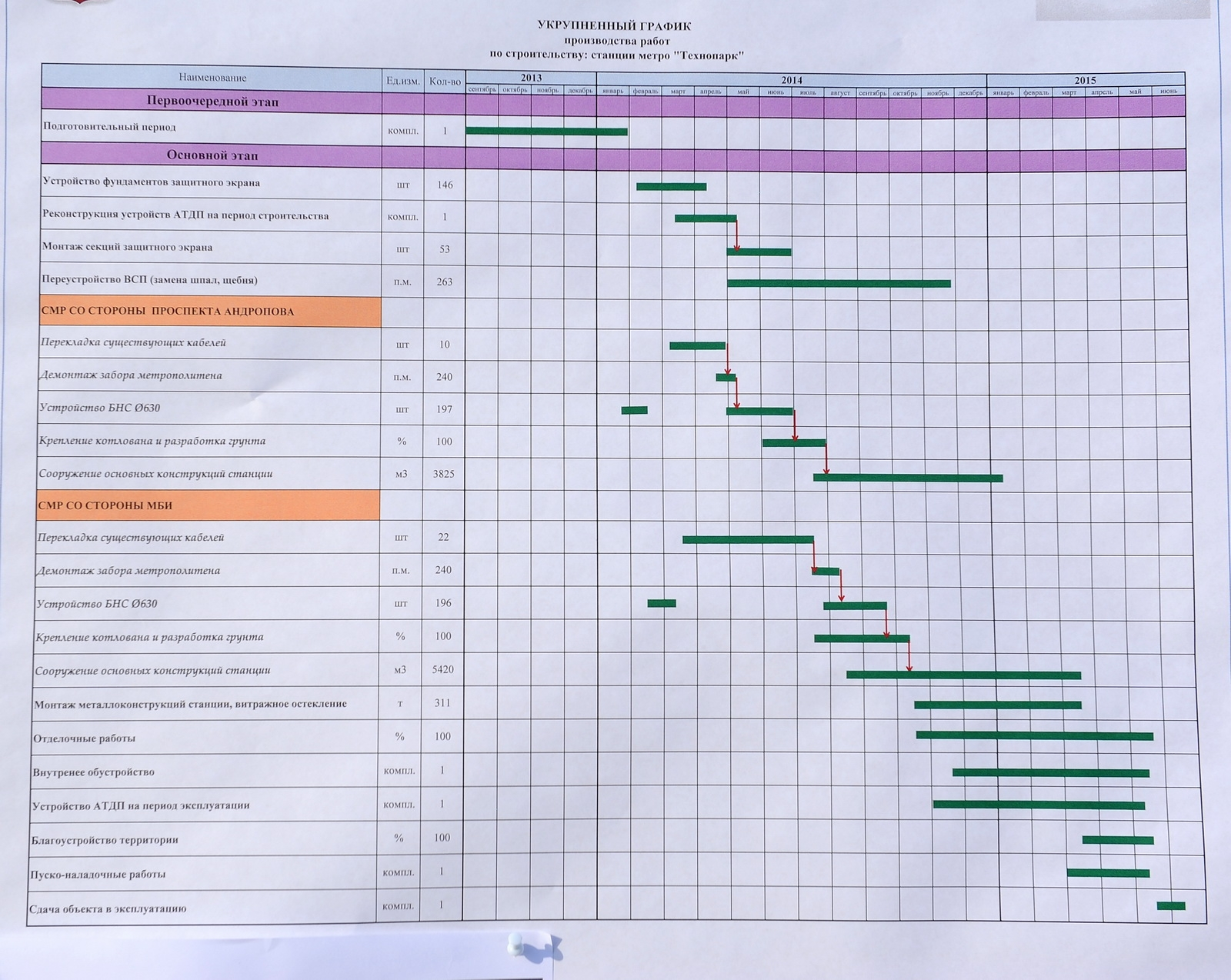
Диаграмма процессов строительства ст. метро «Технопарк» в Москве

Диагра́мма Га́нта (англ. Gantt chart, также ленточная диаграмма, график Ганта, календарный график) — это популярный тип столбчатых диаграмм (гистограмм), который используется для иллюстрации плана, графика работ по какому-либо проекту. Является одним из методов планирования проектов. Используется в приложениях по управлению проектами.
Первый формат диаграммы был разработан Генри Л. Гантом в 1910 году.
По сути, диаграмма Ганта состоит из полос, ориентированных вдоль оси времени. Каждая полоса на диаграмме представляет отдельную задачу в составе проекта (вид работы), её концы — моменты начала и завершения работы, её протяженность — длительность работы. Вертикальной осью диаграммы служит перечень задач. Кроме того, на диаграмме могут быть отмечены совокупные задачи, проценты завершения, указатели последовательности и зависимости работ, метки ключевых моментов (вехи), метка текущего момента времени «Сегодня» и др.
Ключевым понятием диаграммы Ганта является «веха» — метка значимого момента в ходе выполнения работ, общая граница двух или более задач. Вехи позволяют наглядно отобразить необходимость синхронизации, последовательности в выполнении различных работ. Вехи, как и другие границы на диаграмме, в общем случае не являются календарными датами. Сдвиг вехи приводит к сдвигу всего проекта. Поэтому диаграмма Ганта не является, строго говоря, графиком работ. Кроме того, диаграмма Ганта не отображает значимости или ресурсоемкости работ, не отображает сущности работ (области действия). Для крупных проектов диаграмма Ганта становится чрезмерно тяжеловесной и теряет всякую наглядность.
Указанные выше недостатки и ограничения серьёзно сужают область применения диаграммы. Тем не менее, в настоящее время диаграмма Ганта является стандартом де-факто в теории и практике управления проектами, по крайней мере, для отображения Структуры перечня работ по проекту.